# وو شتيان
وو شتيان أو وو تشاو (بالصينية: 武 曌)، غالبا ما كان يشار إليها باسم «تيان هو» (بالصينية: 天后). وذلك خلال عهد أسرة تانغ والامبراطورة زوجة «وو هو». وقد كانت هذه المرأة الوحيدة في تاريخ الصين التي حملت لقب «الامبراطورة», وقد كانت واقعة لم يسبق لها مثيل في تاريخ الصين. ثم قامت بخرق كل الأعراف عندما أسست سلالة خاصه بها في عام 690, حيث كانت سابقاً قبل هذا التاريخ تقوم بدور الحاكم عبر زوجها وأبنائها وكان ذلك من عام 665 إلى 690.
وقد كانت تحكم تحت اسم «الإمبراطور الأصفر». وقد انتقد صعودها إلى سدة الحكم وتم انتقاد قسوتها الغير مبررة من قبل «مؤرخي الكونفوشيوسية».

## في الاساطير

### أسطورة موتشيه ثيان
كانت خادمة في القصر الإمبراطوري في الصين، عندما توفيت أمها، رأت في جنازتها شخصا أحبته. لم تعلم عنه شيئا ولم تحاول التقرب منه. بعد فترة قامت بقتل أختها وأخاها ومن ثم الإمبراطور. فعلم ابن الإمبراطور بجريمتها فسألها عن السبب فأجابت انها قتلتهم جميعا لعلها ترى الشخص ذاته الذي رأته في جنازة أمها مرة أخرى. فأعجب ابن الإمبراطور بحبها وطريقة تفكيرها فتزوجها وتوجها امبراطورة على مملكة الصين العظيمة.